# Boulevard Pie-IX
Pour les articles homonymes, voir Pie IX (homonymie).
Le boulevard Pie-IX est une grande artère de Montréal (Québec).

## Situation et accès
Orienté nord-ouest / sud-est (nord-sud suivant la convention montréalaise), ce boulevard  traverse l'est de l'île de Montréal.  
À son extrémité sud, le boulevard commence à l'entrée du port de Montréal, au sud de la rue Notre-Dame. Il est alors large de deux voies dans chaque direction, plus une voie de stationnement. À partir de l'avenue Pierre-de-Coubertin, il s'élargit d'une autre voie dans chaque direction. Il monte ainsi jusqu'à la rivière des Prairies et, par le pont Pie-IX, traverse à Laval où il rejoint l'autoroute 440. (Voir : Route 125.) Il continue jusqu'aux rues du Caporal et du Mousquetaire pour s'y terminer en carrefour giratoire tout près du rang du Haut Saint-François, mais sans y être connecté (emprise de rue occupée par un parc à chien).

## Origine du nom
Son nom est en hommage à Pie IX, pape de 1846 à 1878.

## Historique
Cette voie, nommée « rue Pie-IX » en 1874 sous le pontificat du pape Pie IX, est ouverte sur des terrains cédés par plusieurs promoteurs.
Au début du XXe siècle, elle constitue un élément majeur du programme d'embellissement de la cité de Maisonneuve. Aménagée en boulevard (en 1912) du sud jusqu'au parc prévu au nord de l'avenue Pierre-De Coubertin (parc Maisonneuve), puis prolongée au fil des ans, elle traverse maintenant toute l'île de Montréal.
Depuis novembre 2022, une ligne de service rapide par bus (SRB) parcourt le boulevard, du pont Pie-IX jusqu'à la station de métro du même nom, permettant de rabattre les usagers du transport en commun vers la ligne verte menant au centre-ville.